# 贝藏库尔
贝藏库尔（法語：Bézancourt，法語發音：[bezɑ̃kuʁ]）是法国滨海塞纳省的一个市镇，属于迪耶普区。

## 地理
贝藏库尔（49°26'34"N, 1°37'32"E）面积17.59 平方千米，位于法国诺曼底大区滨海塞纳省，该省份为法国北部沿海省份，其西部及北部濒大西洋英吉利海峡，东起顺时针与索姆省、瓦兹省、厄尔省和卡爾瓦多斯省接壤。
与贝藏库尔接壤的市镇（或旧市镇、城区）包括：贝聚拉福雷、博康坦、弗勒里拉福雷、拉弗伊、蒙罗蒂。

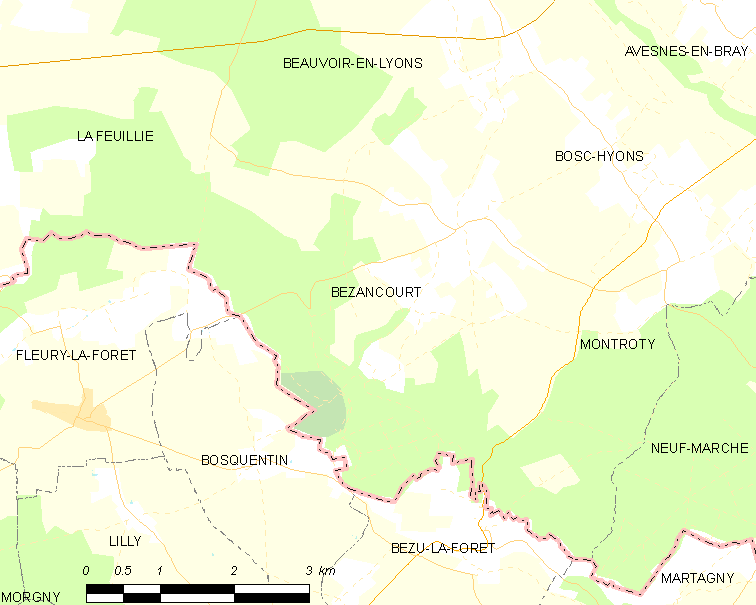
贝藏库尔的OSM定位图

贝藏库尔的时区为UTC+01:00、UTC+02:00（夏令时）。

## 行政
贝藏库尔的邮政编码为76220，INSEE市镇编码为76093。

## 政治
贝藏库尔所属的省级选区为布赖地区古尔奈县。

## 人口

1962-2008年间贝藏库尔人口变化图示

贝藏库尔于2022年1月1日时的人口数量为362人。